# Graciela Martins
Graciela Martins (ur. 5 kwietnia 1987 w Bissau) – lekkoatletka z Gwinei Bissau, specjalizująca się w biegach sprinterskich, olimpijka.
W 2011 wystąpiła na mistrzostwach świata w Daegu, na których odpadła w eliminacjach biegu na 400 metrów. Był to pierwszy start tej zawodniczki na światowej imprezie lekkoatletycznej, a uzyskany przez nią czas (58,22) był najlepszym w jej karierze. W 2012 startowała na halowych mistrzostwach świata w Stambule, na których nie udało jej się awansować do biegu półfinałowego. W tym samym roku reprezentowała swój kraj na igrzyskach olimpijskich w Londynie. Ponownie zakończyła rywalizację w pierwszej fazie zmagań biegu na 400 metrów.

## Osiągnięcia
| Rok  | Impreza                   | Miejsce | Konkurencja        | Lokata     | Wynik |
| ---- | ------------------------- | ------- | ------------------ | ---------- | ----- |
| 2011 | Mistrzostwa świata        | Daegu   | bieg na 400 metrów | eliminacje | 58,22 |
| 2012 | Halowe mistrzostwa świata | Stambuł | bieg na 400 metrów | eliminacje | 59,83 |
| 2012 | Igrzyska olimpijskie      | Londyn  | bieg na 400 metrów | eliminacje | 58,30 |

## Rekordy życiowe
- Bieg na 400 metrów – 58,22 (2011)
- Bieg na 400 metrów (hala) – 59,83 (2012)
- Bieg na 400 metrów przez płotki – 1:02,43 (2013)[1]